# Troy and Boston Railroad
Die Troy and Boston Railroad war eine Eisenbahngesellschaft in New York, Vermont und Massachusetts (Vereinigte Staaten). Sie bestand als eigenständige Gesellschaft von 1849 bis 1887.

## Geschichte

### Vorgeschichte
Die Gesellschaft wurde am 22. November 1849 in New York mit dem Ziel gegründet, die Stadt Troy und damit eine der wichtigsten Hauptstrecken von New York City nach Chicago mit Boston zu verbinden. Ein Teil der Strecke, nämlich von Boston bis Greenfield bestand bereits oder war in Bau. Die Fitchburg Railroad besaß den Abschnitt bis Fitchburg, den übrigen Teil bis Greenfield stellte die Vermont and Massachusetts Railroad Ende 1850 fertig. 

### Streckenbau

Ostportal des Tunnels ca. 1908

In Vermont gründete man bereits am 13. November 1848 die Southern Vermont Railroad, die den in diesem Bundesstaat liegenden, zehn Kilometer langen Abschnitt baute und verwaltete. In Massachusetts wurde am 10. Mai 1848 die Troy and Greenfield Railroad gegründet, die 1855 mit den Vorarbeiten zum Tunnelbau begann. Die Troy&Boston begann in Troy mit dem Streckenbau und 1852 ging der erste Abschnitt der Bahnstrecke Greenfield–Troy von Troy bis Hoosick Junction in Betrieb. 
Die am 27. Mai 1851 gegründete Troy and Bennington Railroad baute von dort aus weiter in Richtung Staatsgrenze zu Vermont, um einen Anschluss an die Western Railroad of Vermont herzustellen. Am 1. August 1852 ging die Verlängerung bis zur Grenze in Betrieb, die Western Railroad war bereits im Juli eröffnet worden. Am gleichen Tag pachtete die Troy&Boston die Troy&Bennington. Erst im April 1859 ging der nächste Streckenabschnitt in Betrieb, sodass die Züge von Troy aus nunmehr bis North Adams am Westportal des seit 1855 in Bau befindlichen Hoosac-Tunnels fahren konnten. Gleichzeitig pachtete die Troy&Boston die Southern Vermont Railroad und die Troy&Greenfield. Im April 1860 erwarb die Troy&Greenfield die Southern Vermont.
Später wurden auch von Osten her Gleise verlegt. Die Strecke wurde 1868 von Greenfield bis zum östlichen Tunnelportal, dem Bahnhof Hoosac Tunnel, verlängert, sodass nunmehr nur noch der Tunnel fehlte. Erst am 9. Februar 1875 konnte der bis heute längste Eisenbahntunnel Nordamerikas außerhalb der Rocky Mountains in Betrieb gehen. Der fahrplanmäßige Verkehr wurde jedoch erst 1876 aufgenommen.

### Pacht und Erwerb anderer Bahngesellschaften
Um die einzelnen Strecken, die die Stadt Troy anfuhren, miteinander zu verbinden und einen gemeinsamen Hauptbahnhof zu bauen, gründete die Troy&Boston zusammen mit den anderen Gesellschaften der Stadt die Troy Union Railroad. Ein Drittel der Gesellschaft gehörte der Troy&Boston. Der Endbahnhof der Troy&Boston sollte gleichzeitig der neue Hauptbahnhof der Stadt werden. Am 22. Februar 1854 wurde der Hauptbahnhof und die Verbindungsstrecke endgültig fertiggestellt.
Am 1. Januar 1857 pachtete die Troy and Boston Railroad die Western Railroad of Vermont, deren Strecke von der Staatsgrenze nach Vermont bis Rutland verlief und einen Abzweig nach Bennington hatte. Auch die Betriebsführung oblag zunächst der Troy&Boston, wurde jedoch am 8. Mai des gleichen Jahres wieder verselbständigt. Der Pachtvertrag lief über 10 Jahre bis zum 16. Januar 1867 und wurde danach nicht verlängert.

### Ende der Gesellschaft
1887 übernahm die Fitchburg Railroad schrittweise die zur Troy&Boston gehörenden Bahnen. Am 1. Februar erwarb sie die Troy and Greenfield Railroad, am 8. Mai die Troy and Boston Railroad und die Troy and Bennington Railroad. Noch bis 1891 wurde der in Vermont liegende Streckenabschnitt der ehemaligen Southern Vermont Railroad eigenständig verwaltet. Ab 1900 gehörte die Bahn zur Boston and Maine Railroad, deren Nachfolgegesellschaft, die Pan Am Railways, sie noch heute im Güterverkehr betreibt. Der Personenverkehr war 1960 eingestellt worden.

## Anhang